# Astrid Köhler
Astrid Ellen Köhler (* 1965 in Jena) ist eine deutsche Germanistin, Autorin und Übersetzerin.

## Leben
Astrid Köhler studierte Germanistik an der Friedrich-Schiller-Universität Jena und promovierte 1994 an der Freien Universität Berlin.
Von 1993 bis 1995 arbeitete sie als DAAD-Lektorin an der University of Cambridge. Ab 1995 Germanistikdozentin und seit 2018 Professorin an der Queen Mary University of London. Ihre Arbeitsschwerpunkte sind die Kulturgeschichte des 19. Jahrhunderts (Formen von Geselligkeit, Entwicklungen im Literatur- und Kulturbetrieb) und deutschsprachige Literatur seit 1945.

## Veröffentlichungen (Auswahl)

### Schriften
- (mit Henrike Schmidt) The Health Resort in Modern European Literature: Transnational Trajectories. London: Bloomsbury Publishing 2025, ISBN 978-1-350-37796-7.[1]
- (mit Margit Dirscherl, Hrsg.): Urban Microcosms 1789–1940. imlr books, London 2019, ISBN 978-0-85457-266-3.
- (mit Daniel Argelès und Jan Kostka, Hrsg.): Leben in Berlin - Leben in vielen Welten. Klaus Schlesinger und seine Stadt. Bebra-Wissenschaftsverlag, 2012, ISBN 978-3-937233-97-0
- Klaus Schlesinger: Die Biographie, Aufbau Verlag, Berlin 2011, ISBN 978-3-351-02736-0
- Brückenschläge. DDR-Autoren vor und nach der Wiedervereinigung, Vandenhoeck & Ruprecht, Göttingen 2007, ISBN 978-3-525-20853-3
- Salonkultur im klassischen Weimar: Geselligkeit als Lebensform und literarisches Konzept, J.B. Metzler, Stuttgart 1997, ISBN 978-3-476-45145-3.

### Kritische Editionen
- (mit Robert Gillett): Adolf Endler. Die Gedichte. Göttingen: Wallstein Verlag 2019.
- (mit Robert Gillett, Katja Leuchtenberger et.al): Uwe Johnson: Mutmassungen über Jakob. Historisch-kritische Edition der Werke, Schriften und Briefe in gedruckter und digitaler Form, Berlin: Suhrkamp Verlag 2017.

### Übersetzungen
- Emily Cooper: Verlangsamung des Herzschlags, Zürich: Ink Press, Tadoma. Internationale Reihe Band 10, 2024, ISBN 978-3-906811-19-2.
- Abi Palmer: Sanatorium. (Übersetzung: Astrid Köhler und Henrike Schmidt), Zürich: Ink Press 2022.
- Peter James Bowman: Ein Glücksritter. Die englischen Jahre von Fürst Pückler-Muskau. Berlin: Die Andere Bibliothek 2015.